# Авалония

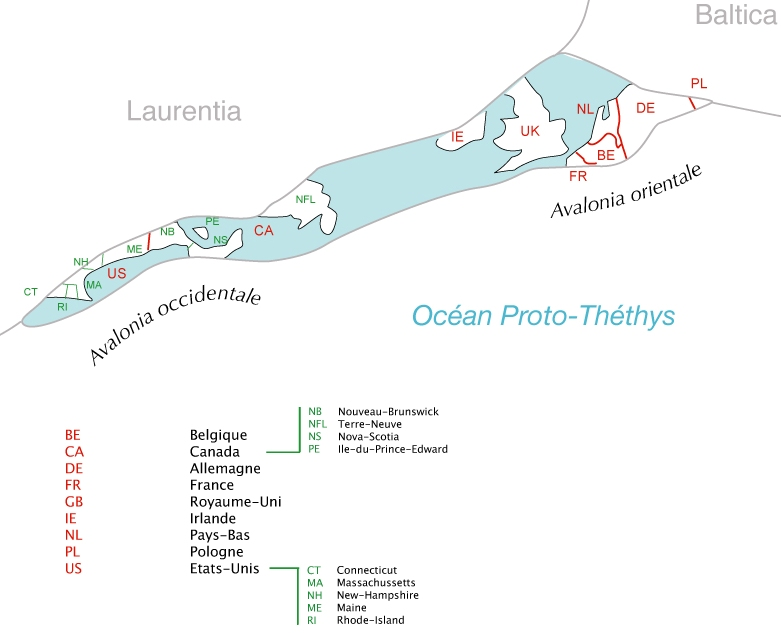
На карте показано отношение современных побережий и границ к основной части Авалонии; данные приведены на конец карбона, до того, как Европа и Северная Америка вновь отделились друг от друга; названия даны на французском языке

Авало́ния — микроконтинент (или, если точнее, террейн), существовавший в палеозойскую эру (с раннего ордовика по силур). Коровые фрагменты этого исчезнувшего материка лежат в основе юго-западной части Великобритании, а также зоны восточного побережья Северной Америки. Этот континент послужил также основой для многих старейших гор Западной Европы, Атлантической Канады и береговых территорий Соединённых штатов. Авалония названа в честь полуострова Авалон, расположенного на Ньюфаундленде.
Авалония образовалась из вулканической островной дуги на северном побережье Гондваны. Вскоре побережье раскололось, и образовался целый «архипелаг» микроконтинентов. Из этих микроконтинентов Авалония стала дрейфовать первой. Позади него образовался океан Реикум, океан Япетус, располагавшийся спереди, был сжат. Впоследствии Авалония столкнулась с древним континентом Балтика, затем с Лаврентией (так сформировалась Лавразия), а, в конце концов, с Гондваной, что завершило образование сверхконтинента Пангеи. В триасовом периоде Пангея начала распадаться, и Авалония была разделена рифтом, который развился в северную часть Атлантического океана.

## История континента

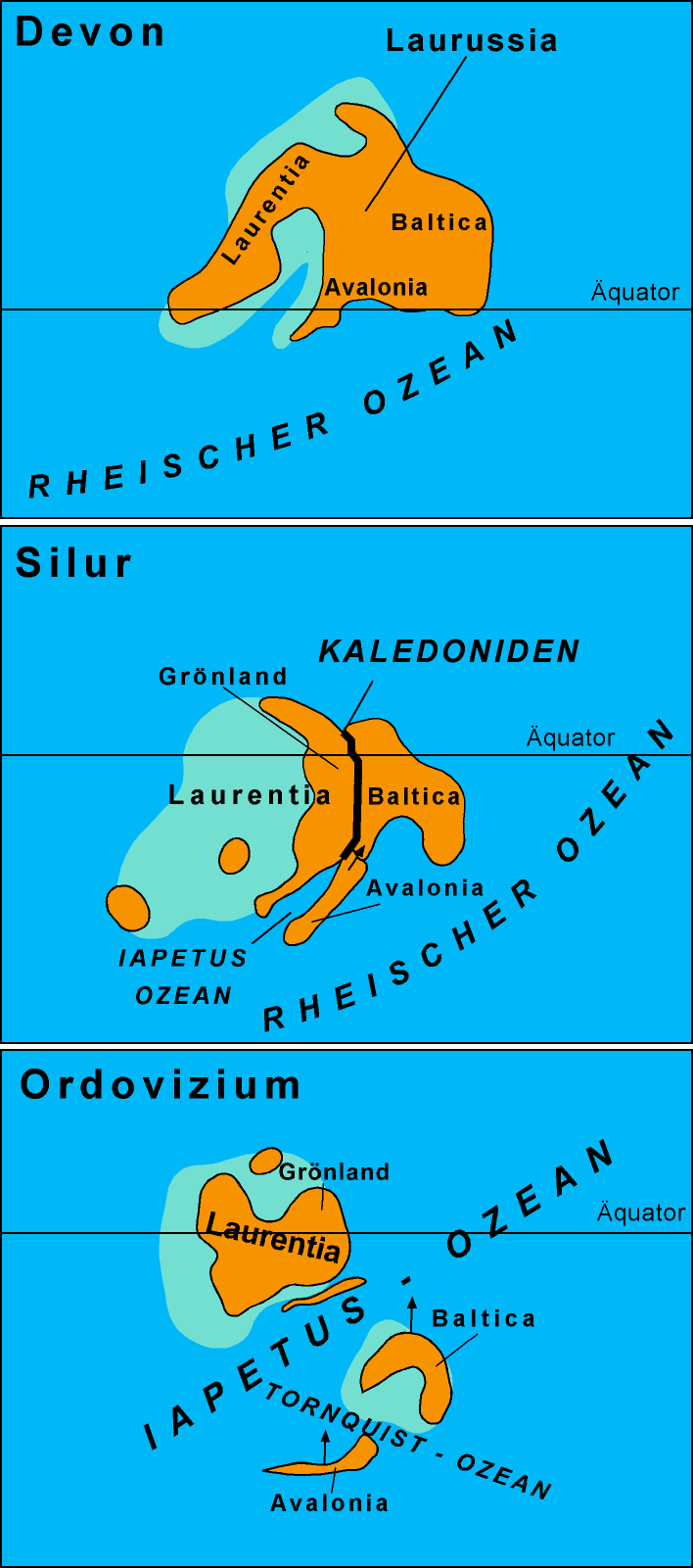
Схематическая диаграмма палеогеографической эволюции Авалонии, Балтики, Лаврентии (названия даны на немецком языке)

Лавруссия в девонский период

Местонахождение горных цепей, приуроченных к каледонской и акадской складчатостям в эпоху раннего девонского периода. Также показаны береговые линии по состоянию на сегодняшний день, для определения соотношения с древними. Красными линия обозначены сутуры (в частности — сутура Япетус и Линия Тейсейра — Торнквиста). Названия, данные заглавными буквами, обозначают различные континенты или большие террейны, присоединившиеся в течение каледонского горообразования

Предположительно, территория Авалонии изначально представляла собой зону субдукции на окраине Гондваны — гигантского южного материка. Вдоль этой зоны субдукции формировались вулканические островные дуги, позже сомкнувшиеся с Гондваной. Вулканическая активность началась 730 миллионов лет назад и продолжалась примерно до 570 миллионов лет назад, то есть до эпохи позднего неопротерозоя.
В раннем кембрии в ходе распада сверхконтинента Паннотии Авалония откололась от окраины Гондваны и начала движение в северном направлении. Это независимое движение данного материка началось с 60° южной широты.
Двигаясь к северу, Авалония постепенно сближалась другим континентом — Балтикой. В конце ордовикского и начале силурийского периода произошло столкновение восточной оконечности Авалонии с Балтикой, которая в то время находилась в промежутке от 30° до 55° южной широты, постепенно поворачиваясь против часовой стрелки. Любопытно, что в течение этих перемещений бо́льшая часть всех континентов располагалась у экватора, а Сахара над южным полюсом.
В позднем силуре и раннем девоне соединившиеся Балтика и Авалония постепенно сомкнулись с Лаврентией, начиная с обширной оконечности Авалонии, которая сейчас относится к территории США и Канады. В результате сформировался материк, известный под названием Лавруссия. Результатом этого столкновения были проявления складчатости и горообразования (орогенеза), а именно каледонская складчатость и ранняя фаза акадской складчатости. На момент завершения данного этапа дрейфа палеозойских материков Британия располагалась на 30° южной широты, в то время как Новая Шотландия — примерно на 45°.
В каменноугольном периоде к Лавруссии примкнула Арморика — ещё один микроконтинент, отколовшийся от Гондваны. Затем с Лавруссией соединилась и сама Гондвана. Эти столкновения послужили причиной герцинской складчатости, а в Северной Америке — поздней фазы акадского горообразования. В результате объединения Лавруссии с Гондваной и другими материками в позднем карбоне сформировался суперконтинент Пангея. При этом бывшая Авалония оказалась в центральной части Пангеи, вблизи экватора.
В юрском периоде произошло разделение Пангеи на Лавразию (северную часть) и Гондвану (южную), причём Авалония стала частью Лавразии. В меловом периоде последняя раскололась на Северную Америку и Евразию, при этом западная часть Авалонии оказалась в Северной Америке, а восточная — в Европе.
Как только африканская часть Гондваны продрейфовала мимо, Иберийская плита снова начала двигаться. Это последнее движение положила начало альпийской складчатости, в частности, образованию Пиренеев, что произошло в течение миоцена и плиоцена. В результате всего, сейчас остатки Авалонии можно найти на обоих берегах Гибралтарского пролива.

## Последствия

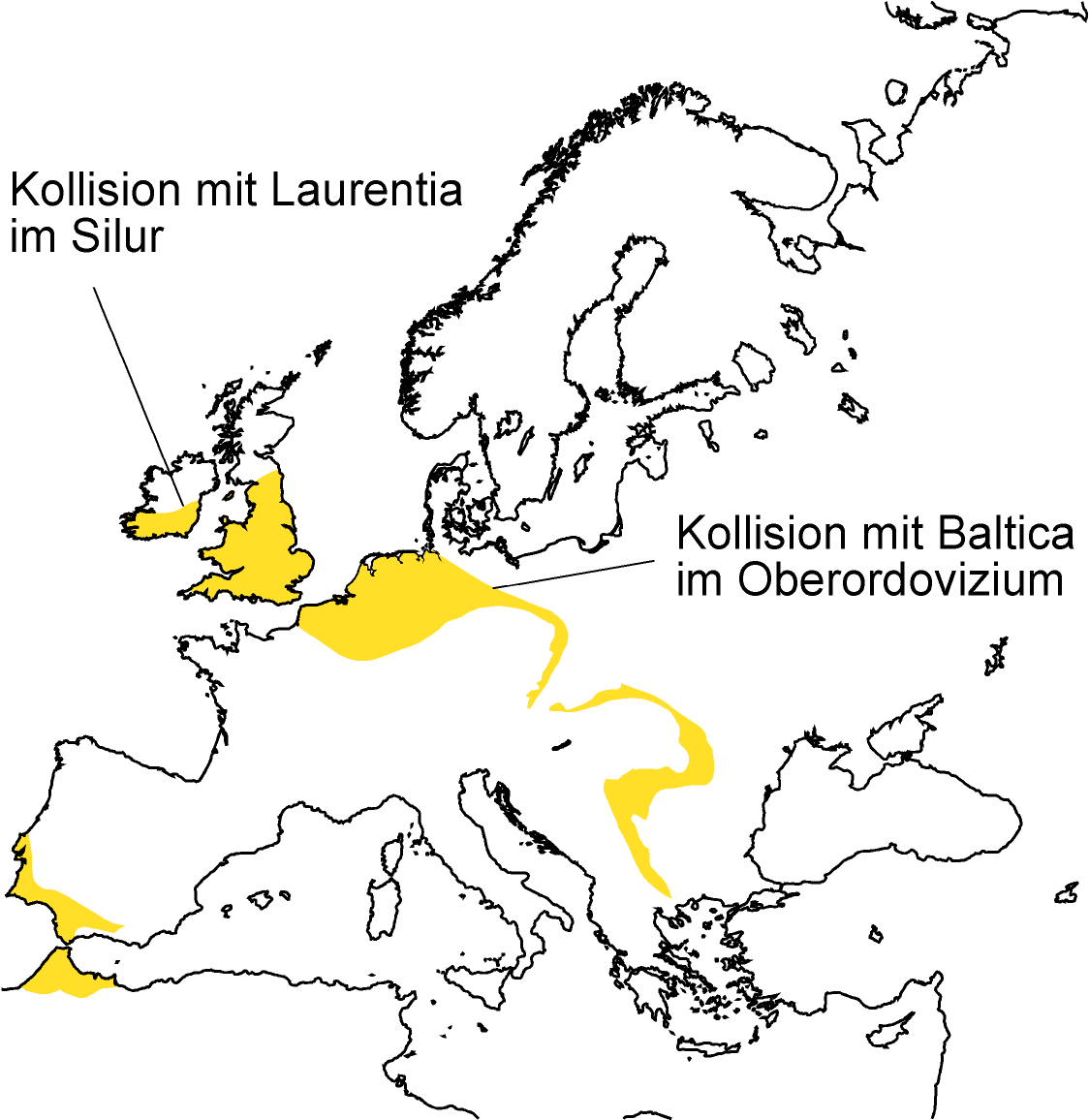
Эта карта показывает местоположение горных пород Авалонии в Европе. Примечания на ней показывают ту часть континента, которая столкнулась с Балтикой в верхнем ордовике, а также ту, что столкнулась с Лаврентией в эпоху силура. Части Авалонии, сейчас расположенные на Пиренейском полуострове и в Марокко, были принесены туда посредством перемещения Иберии в течение последующего столкновения с Гондваной, за которым последовало разделение. Далеко не все эти породы находятся на современной земной поверхности

Часть Великобритании, образовавшаяся из Авалонии, практически полностью совпадает с Англией и Уэльсом. В других местах Европы, остатки Авалонии также можно отыскать в горах Арденнах в Бельгии и на северо-востоке Франции, на севере Германии, северо-западе Польши, юго-востоке Ирландии и северо-западном побережье Пиренейского полуострова (территории Испании и Португалии). Также из остатков Авалонии сформировалась территория Чехии (область Богемия).
Часть британско-бельгийского сегмента Европы в эпоху каменноугольного периода образовывала остров, что повлияло на расположение месторождений угля: например, Лондонско-Брабантский массив. Его[чья?] величина оказала влияние на геологическую структуру участка между вышеупомянутыми горами Арденнами и Мидлендсом, повлияв также на складки земной коры, образовавшие в результате так называемого «Варисканского столкновения».
На территории Канады остатки Авалонии включают в себя, прежде всего, полуостров Авалон, местонахождение которого — юго-восток Ньюфаундленда, также южную часть провинции Нью-Брансуик, часть Новой Шотландии, наконец, остров Принца Эдуарда. В США остатки Авалонии представлены северным побережьем штата Мэн, территорией острова Род-Айленд (полностью, в частности, город Джеймстаун), и другими частями побережья Новой Англии (в основном побережьем Флориды). Также то, что осталось от этого материка, можно отыскать на востоке Северной Каролины, где американские скалы надвинуты на залежи различных окаменелостей тех времён.